# 圣索尔南拉马尔什
圣索尔南拉马尔什（法語：Saint-Sornin-la-Marche，法語發音：[sɛ̃ sɔʁnɛ̃ la maʁʃ]）是法国新阿基坦大区上维埃纳省的一个市镇，位于该省北部，属于贝拉克区。

## 地理
圣索尔南拉马尔什（46°10'57"N, 0°59'22"E）面积24.39 平方千米，位于法国新阿基坦大区上维埃纳省，该省份为法国中西部省份，北起顺时针与安德尔省、克勒兹省、科雷兹省、多爾多涅省、夏朗德省和维埃纳省接壤。
与圣索尔南拉马尔什接壤的市镇（或旧市镇、城区）包括：加尔唐普河畔拉克鲁瓦、勒多拉、奥拉杜尔圣热内、圣博内德贝拉克、加尔唐普河畔圣旺、瓦尔-加尔唐普河谷村。

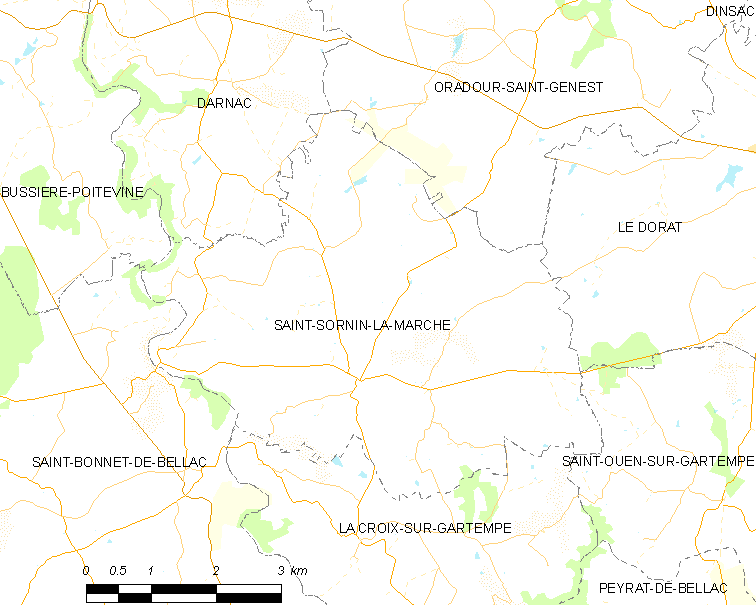
圣索尔南拉马尔什的OSM定位图

圣索尔南拉马尔什的时区为UTC+01:00、UTC+02:00（夏令时）。

## 行政
圣索尔南拉马尔什的邮政编码为87210，INSEE市镇编码为87179。

## 政治
圣索尔南拉马尔什所属的省级选区为沙托蓬萨克县。

## 人口

1962-2008年间圣索尔南拉马尔什人口变化图示

圣索尔南拉马尔什于2022年1月1日时的人口数量为224人。